# Bitwa pod Tertry
Bitwa pod Tertry – starcie zbrojne, które miało miejsce w 687 między wojskami Austrazji a Neustrii, zakończone zwycięstwem Austrazyjczyków. Sukces ten umożliwił majordomowi Austrazji Pepinowi z Heristalu osiągnięcie dominacji w całym państwie Franków.
Majordom Neustrii Ebroin pokonał Austrazyjczyków w 679 w bitwie pod Lucofao, lecz został zamordowany ok. 680 przez możnego Ermenfreda. Jego następca, Waratto, prowadził bardziej ugodową względem Austrazji i jej majordoma, Pepina z Heristalu, z którym zawarł pokój. Po śmierci Warattona możni neustryjscy na urząd majordoma wybrali Berchara, zięcia Warattona. Dążył on do izolowania swoich przeciwników wewnętrznych, co doprowadziło do przejścia neustryjskiej opozycji na stronę Pepina. W 687 wyruszył on ze swymi wojskami przeciwko siłom majordoma Neustrii i króla Teuderyka III. W starciu, do doszło w okolicach Tertry nad Sommą, Neustryjczycy zostali pokonani, Berchar uciekł, a Pepin wziął do niewoli Teuderyka i przejął jego skarb.
Berchar początkowo pozostał u władzy, lecz w 688 został zamordowany z polecenia wdowy po Warattonie, Ansfledy. Pepin przejął początkowo urząd majordoma Neustrii, lecz później przekazał go Nordebertowi, a sam przyjął tytuł princeps Francorum (władca Franków). Syn Pepina, Drogo, poślubił córkę Ansfledy Adaltrudę i został księciem Szampanii.
Bitwa pod Tertry doprowadziła do faktycznego zjednoczenia państwa Franków pod władzą Pepina z Heristalu. Według późniejszej tradycji karolińskiej, reprezentowanej przez Annales Mettenses priores, bitwa stanowiła punkt zwrotny w zmaganiach między Neustrią a Austrazją i była początkiem władzy członków rodu nad całym królestwem. Zdaniem historyków pozycja Karolingów po bitwie nie była ustabilizowana, a większe znaczenie dla wzmocnienia rodu miały zawierane politycznie małżeństwa.